# Bundesautobahn 392
De Bundesautobahn 392 (kortweg: A392), ook wel Nordtangente Braunschweig genoemd, is een Duitse autosnelweg die ten westen van Braunschweig loopt.
Oorspronkelijk was een verlenging van de A392 tot de aansluiting Braunschweig-Watenbüttel van de A2 gepland. Bij de aansluiting Braunschweig-Hamburger Straße zijn tevens nog enkele voorbereidingen voor een doortrekking in oostelijke richting naar de B248, waar de A392 bij de aansluiting Braunschweig-Ost ook weer op de A2 zou gaan aansluiten. In opdracht van de stad Braunschweig werd onderzoek gedaan naar de gevolgen van de aanleg van dit stuk autosnelweg. Het zou vooral als korte route tussen de A391 en de A2 worden gebruikt door verkeer tussen de regio's Kassel/Hessen en Wolfsburg/Berlijn. Hierdoor zouden de wijken die tussen de A2 en A392 gelegen waren een enorme verhoging van het lawaai te verduren krijgen. Daarnaast werden de kosten van dit gedeelte als hoog ingeschat. Uiteindelijk werd om deze redenen besloten het gedeelte Hamburger Straße - Braunschweig-Ost niet als autosnelweg aan te leggen. Daarentegen werd aanbevolen de weg als gewone weg aan te leggen, dan zou deze oninteressant worden voor het langeafstandsverkeer, terwijl de Braunschweigse ring voldoende ontlast werd.
Opvallend is het Kreuz Ölper in de richting van de afslag Celler Straße, de hoofdrijbanen volgen hier de afslag, terwijl er via een uitvoegstrook de volgende afrit Hamburger Straße bereikt wordt.